# Макар'євське (Далматовський район)
Мака́р'євське (рос. Макарьевское) — присілок у складі Далматовського району Курганської області, Росія. Входить до складу Пісківської сільської ради.
Населення — 76 осіб (2010, 160 у 2002).
Національний склад станом на 2002 рік: росіяни — 85 %.